# Mbe Mountains Community Wildlife Sanctuary
Das Mbe Mountains Community Wildlife Sanctuary ist ein gemeinschaftliches kommunales Naturschutzgebiet von neun Dörfern im Nordosten des nigerianischen Bundesstaates Cross River. Es belegt ein Gebiet von 85 km² in dem Verwaltungsgebiet der Großraumgemeinde Boje, in den bis zu 900 Meter hohen Mbe Mountains. Gegründet wurde das Naturschutzgebiet 2005 auf Initiative der Dorfgemeinschaften Abo Ogbagante, Abo Mkpang, Abo Obisu, Bamba, Bokalum, Kanyang I, Kanyang II, Wula Ekumpuo und Wula Mgbaesuo mit Unterstützung verschiedener Nichtregierungsorganisationen, wie der Wildlife Conservation Society Nigeria (WCS) und Berggorilla & Regenwald Direkthilfe e. V. Verwaltet wird das Naturschutzgebiet von der 2006 gegründeten Conservation Association of the Mbe Mountains (CAMM) mit Unterstützung des WCS und des Cross River State Forestry Commission (CRSFC). CAMM betreibt die fünf Lager, von denen die zwölf vom WCS bezahlten Park-Ranger ihre Patrouillen aus unternehmen. Die Patrouillen erreichen dabei eine jährliche Länge von über 2.000 km. Außerdem soll durch Radiosendungen in der lokalen Sprache Bokyi, Workshops an den Schulen und der Konversion von Jägern zu Landwirten versucht werden das Naturschutz-Wissen zu erweitern und eine größere Sensibilisierung für den Naturschutz in der regionalen Bevölkerung zu erreichen. 
Das Mbe Mountain Community Wildlife Sanctuary verbindet das Afi Mountain Wildlife Sanctuary und Afi River Forest Reserve, im Westen, mit dem Okwangwo-Sektor des Cross-River-Nationalparks und dem Takamanda-Nationalpark in Kamerun, im Osten. Die Mbe Mountains sind mit einem dichten tropischen Regenwald bewachsen und gelten in der Region als ein wichtiges Rückzugs- und Verbindungsgebiet für die großen in der Region lebenden Primaten. So leben in dieser Gebirgsregion ca. 25–30 Cross-River-Gorillas (Gorilla gorilla diehli). Die Population der Gorillas konzentriert sich auf die unzugänglichen zentralen Gebiete der Gebirgsregion. Mit Hilfe von genetischen Untersuchungen konnte außerdem nachgewiesen werden, dass die Gorillas der Mbe Mountains mit den anderen Populationen in der Region verschwistert sind. Andere wichtige zum Teil bedrohte Tierarten in den Mbe Mountains sind der Drill (Mandrillus leucophaeus), Nigerianisch-Kamerunsche Schimpanse (Pan troglodytes ellioti), Pardelroller (Nandinia binotata), Afrikanische Zibetkatze (Civettictis civetta), Pinselohrschweine (Potamochoerus porcus), Ogilby-Ducker oder Fernando-Po-Ducker (Cephalophus ogilbyi), Gelbrückenducker oder Riesenducker (Cephalophus silvicultor), Blauducker (Philantomba monticola) und im flacheren südlichen Sektor der afrikanische Waldelefant (Loxodonta cyclotis).